# Přemyslidi
I Přemyslidi (in ceco: Přemyslovci; in tedesco: Premysliden; in polacco: Przemyślidzi) furono una dinastia di duchi e di re ceco-boemi, fondatori del ducato di Boemia (poi regno), che governarono dal IX secolo fino al 1306, anno in cui venne assassinato l'ultimo esponente, Venceslao III. I discendenti di Nicola, figlio illegittimo di Ottocaro II, che costituivano il ramo cadetto della dinastia, continuarono comunque a governare sul Ducato di Opava e su quello di Racibórz. Questa linea dinastica terminò nel 1521, con la morte di Valentino, duca di Racibórz. Altri rami della famiglia, decaduta la nobiltà del casato, emigrarono lontano dalla Boemia. Gli esponenti della famiglia Přemyslid che si stanziarono nella penisola italiana italianizzarono il loro cognome in Premi.

## Le origini e le alterne fortune

stemma dei Přemyslidi

Le origini della dinastia vengono fatte risalire al IX secolo quando Přemysl il Contadino (o "Přemysl l'Aratore") governava un piccolo territorio attorno a Praga popolato dalla tribù slava-occidentale dei Cechi. Con il tempo si espansero allargandosi in tutta la Boemia, un posto ideale non minacciato com'era dal regno franco. Il primo duca della dinastia storicamente documentato è Bořivoj I di Boemia attorno all'867. Nei secoli i Přemislidi si espansero nella Slesia dove fondarono la città di Breslavia dal nome del duca Vratislao I di Boemia, padre di San Venceslao, quindi sotto i regni di Boleslao I di Boemia e suo figlio Boleslao II di Boemia (932 circa-7 febbraio 999) i Přemislidi estero i propri domini fino all'odierna Bielorussia. Sotto le loro mani finirono importanti rotte commerciali, all'epoca infatti la Repubblica Ceca e Praga erano importanti sedi di scambio dove i mercanti di tutta Europa si insediavano, inclusi numerosi commercianti di origine ebrea.
Tuttavia dopo la loro improvvisa ascesa la dinastia conobbe un certo declino tanto che nel 1002 Boleslao I di Polonia occupò Praga. Boleslao III scappò lasciando la città al re polacco e questo fu l'inizio di decenni di caos che terminarono con l'arrivo di Bretislao I di Boemia che fece diverse razzie in Polonia, prendendo fra l'altro anche le reliquie di Adalberto di Praga, suo successore fu il figlio Vratislao II di Boemia.
Il figlio di questi Sobeslao I di Boemia distrusse le armate dell'imperatore Lotario II di Supplimburgo alla seconda battaglia di Chlumec permettendo un rafforzamento del neonato regno di Boemia culminato durante il regno di Vladislao II di Boemia. Questi fondò diversi monasteri e costruì il primo ponte di pietra sopra la Moldava, per altro uno dei più antichi ponti di pietra dell'Europa settentrionale e centrale. Un nuovo declino era però in agguato per la dinastia dei Přemislidi, l'alternarsi di molti e diversi sovrani portò alla bancarotta del regno e solo l'arrivo di Ottocaro I di Boemia portò la dinastia fuori dalla crisi verso un periodo d'oro destinato a durare per circa 220 anni.

## Il picco
Ottocaro salì al trono nel 1198 e gli fu conferito il titolo regale per diritto ereditario cosa che implementò notevolmente il potere della dinastia e suo figlio Venceslao I di Boemia annetté addirittura l'Austria alla Boemia con un accrescimento delle aree urbane e dei mestieri. Nella seconda metà del XIII secolo i Přemislidi erano una delle dinastie più importanti dell'Europa centrale, Ottocaro II di Boemia si guadagnò il soprannome di re d'oro e di ferro a causa del suo potere militare e della ricchezza. Dopo diverse battaglie contro gli ungheresi egli guadagnò i territori dell'Austria, della Stiria, della Carinzia e della Carniola espandendo i domini boemi fino al Mare Adriatico e il loro potere era tale che Ottocaro II aspirò persino al titolo di Imperatore del Sacro Romano Impero.
Queste aspirazioni iniziarono i contrasti con la Casa d'Asburgo che erano stati, fino ad allora, dei principi semi sconosciuti. Quando Rodolfo I d'Asburgo divenne imperatore i due sovrani iniziarono una serie di scontri militari e nella battaglia di Marchfeld Ottocaro II venne ucciso complici anche i tradimenti della nobiltà boema. A seguito della vittoria gli Asburgo si ripresero l'Austria mantenendola fino al XX secolo nei propri domini. Nel 1283 suo figlio Venceslao II di Boemia salì al trono e grazie ad abili giochi diplomatici riuscì a prendere per sé la corona di Polonia e quella dell'Ungheria per il figlio Venceslao III. Quindi egli fondò un vasto dominio che andava dal Mar Baltico al Danubio fondando numerose città come Plzeň nel 1295 e grazie a una grossa vena d'argento scoperta durante il regno di Venceslao II la Boemia divenne ancora più ricca.
Fu Venceslao II a creare il penny di Praga che rimase un'importante valuta per secoli e progettò di fondare la prima università dell'Europa centrale. Il potere e le ricchezze del regno di Boemia diede loro grande rispetto, ma suscitò anche grandi ostilità, a seguito della morte di Venceslao II si ebbe un certo declino che si accentuò con l'uccisione di suo figlio e successore Venceslao III di Boemia avvenuta nel 1306 che portò alla fine del loro ruolo di regnanti. La dinastia continuò grazie al lato femminile e nel 1355 Carlo IV di Lussemburgo divenne Imperatore.

## La dinastia e la leggenda
Secondo Cosma Praghese nella sua Chronica Boemorum del 1119 il nome della dinastia viene da Přemysl il Contadino, marito della principessa Libuše. Questi sono i membri della dinastia non storicamente documentati:
- Přemysl il contadino e la moglie Libuše
- Nezamysl
- Mnata
- Vojen
- Vnislav
- Křesomysl
- Neklan
- Hostivít

## I duchi di Boemia
Il primo della dinastia storicamente documentato è Bořivoj I di Boemia che si vuole sia stato battezzato da San Metodio nell'874. Nell'895 la Boemia si rende indipendente dalla Grande Moravia, fra il 1002 e il 1004 la regione venne occupata da Boleslao I di Polonia della dinastia Piast e nipote di Boleslao I di Boemia. Nel 1085 Vratislao II di Boemia ebbe conferito il titolo di re per tutta la durata della sua vita per volere di Enrico IV di Franconia e la stessa cosa accadde a suo nipote Vladislao II di Boemia nel 1158, anche in quel caso il titolo non voleva essere ereditario, ma quando egli abdicò passo comunque al suo figlio maggiore.
- Bořivoj I di Boemia
- Spytihněv I di Boemia
- Vratislao I di Boemia
- Venceslao I, duca di Boemia e Santo
- Boleslao I di Boemia
- Boleslao II di Boemia
- Boleslao III di Boemia
- Clodoveo di Boemia (dinastia Piast)
- Boleslao III di Boemia (di nuovo)
- Jaromír di Boemia
- Boleslao IV di Boemia (dinastia Piast)
- Jaromír di Boemia (di nuovo)
- Ulrico di Boemia
- Jaromír di Boemia (di nuovo)
- Ulrico di Boemia (di nuovo)
- Bretislao I di Boemia
- Spytihněv II di Boemia
- Vratislao II di Boemia, re di Boemia (titolo onorifico)
- Corrado I di Boemia
- Bretislao II di Boemia
- Bořivoj II di Boemia
- Svatopluk di Boemia
- Vladislao I di Boemia
- Bořivoj II di Boemia
- Vladislao I di Boemia (di nuovo)
- Sobeslao I di Boemia
- Vladislao II di Boemia
- Federico di Boemia
- Sobeslao II di Boemia
- Federico di Boemia (di nuovo)
- Corrado II di Boemia
- Venceslao II di Boemia
- Ottocaro I di Boemia
- Enrico Bratislao III di Boemia
- Vladislao III Enrico di Boemia
- Ottocaro I di Boemia (di nuovo)

## I re di Boemia
La Boemia fu l'unico principato del Sacro Romano Impero ad acquisire lo status di regno prima delle guerre napoleoniche e la ragione è piuttosto chiara, quando la Boemia oltrepassò le proprie lotte intestine il ducato ceco divenne il principale alleato di tutti gli aspiranti al titolo di Imperatore del Sacro Romano Impero. L'imperatore poteva, per altro, punire tutti i ribelli che si trovassero nei territori confinanti ai cechi con un semplice raid. Il primo conferimento avvenne nel 1085 per volere di Enrico IV di Franconia a favore di Vratislao II non troppo tempo dopo la pacificazione della Boemia raggiunta da Bretislao I dopo anni di guerra civile. La sua posizione venne messa in discussione col crescere dei conflitti interni alla regione. Nel 1198 fu Ottocaro I a raggiungere il titolo di re quale principale alleato di Filippo di Svevia, titolo riconfermato dai suoi successori Ottone IV di Brunswick e Federico II di Svevia nella Bolla d'oro di Sicilia datata al 1212.
- Ottocaro I di Boemia
- Venceslao I di Boemia
- Ottocaro II di Boemia
- Venceslao II di Boemia
- Venceslao III di Boemia

## Re di Boemia, Polonia ed Ungheria e signori dell'Austria
Fra il 1269 e il 1276 Ottocaro II fu l'unico re della storia che controllò i territori dell'Austria, ad eccezione del Tirolo e suo è il nucleo di quello che oggi è noto come il palazzo di Hofburg a Vienna. Nel 1300 Venceslao II viene incoronato re di Polonia.
Suo figlio Venceslao III fu anche re d'Ungheria, la linea reale ebbe fine con lui, il trono di Boemia passò alla Casata di Lussemburgo mentre la Polonia tornò ai Piast.